# Meister der Helden des Schönen Brunnens

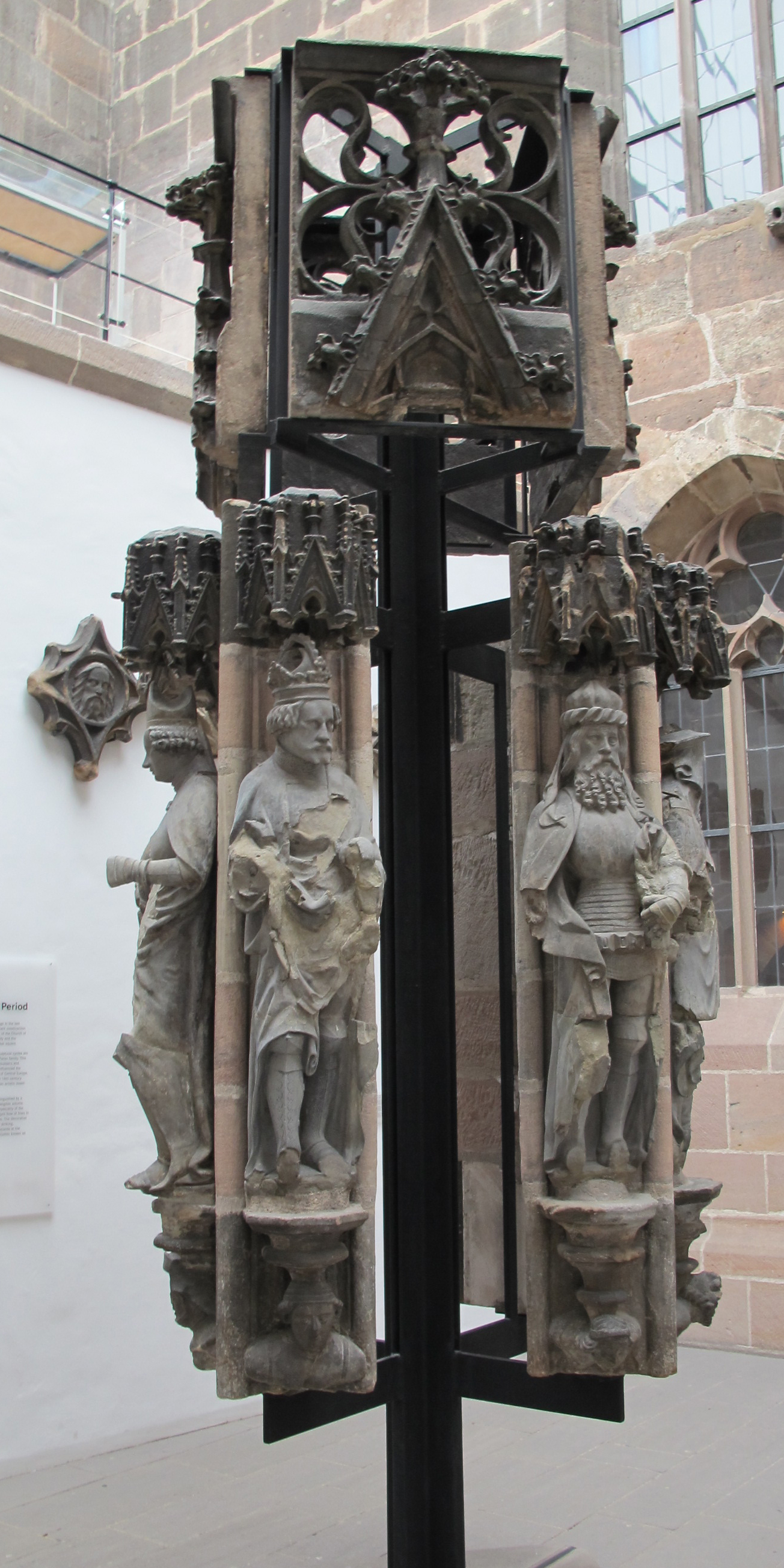
Erhaltene Originalfiguren des Schönen Brunnens in Nürnberg, 1385 / 1392, Germanisches Nationalmuseum Nürnberg

Als Meister der Helden des Schönen Brunnens wird in der Kunstgeschichte der gotische Bildhauer bezeichnet, der von 1385 bis 1392 in Nürnberg tätig war und dort die Figuren der Kurfürsten und Helden für das Untergeschoss des Schönen Brunnes geschaffen hat.
Insgesamt bestand der Brunnen aus vierzig farbig bemalten Figuren, die mehrere Künstler zusammen in einer Werkgemeinschaft herstellten. Der Meister der Helden des Schönen Brunnens ist darunter mit seiner herausragenden Arbeit der Vertreter des zum Zeitpunkt der Entstehung des Brunnens in Nürnberg noch neuen Weichen Stils. In der Werkgemeinschaft war auch der Bildhauer tätig, der die Figuren de Propheten des Brunnens geschaffen hat. Dieser Meister der Propheten des Schönen Brunnens und der Meistert der Helden des Schönen Brunnens  gelten als die zwei bedeutendsten Künstler des Brunnens.
Die Figuren des Brunnens waren aus Sandstein erstellt und verwitterten, bereits 1540 wurden einige Standbilder restauriert und insbesondere von 1821 bis 1824 Figuren wiederhergestellt oder ersetzt und die Originale in das Germanische Nationalmuseum in Nürnberg gebracht. Die dort noch erhaltenen Figuren der Helden und Kurfürsten des Schönen Brunnens zeigen den Einfluss der Bildhauerei aus Prag in Böhmen auf das Werk des Meisters. Nürnberg lag auf der mittelalterlichen Handelsroute nach Prag und der Meister hat den fortschrittlichen Stil der Prager Domhütte bei seinen Arbeiten angewendet. Die Figuren sind weltliche Bildhauerei und zeigen, wie nun die Bürger der Stadt künstlerisch bedeutende Arbeiten für einen öffentlichen Platz in Auftrag geben und nicht mehr nur kirchliche Arbeiten stiften. Insgesamt gelten alle Figuren sowie die Gesamtkomposition des Brunnens als ein Höhepunkt der Nürnberger Spätgotik.
Dem Meister der Helden des Schönen Brunnens wird weiter noch eine Figur des heiligen Wenzel von Böhmen zugeschrieben, die sich heute in der Skulpturensammlung der Staatlichen Museen zu Berlin findet.